# Киевская районная электростанция
Киевская районная электростанция (ранее ТЭЦ-2 или КРЭС) — расположена в Киеве по адресу улица Электриков, 11 на Рыбачьем полуострове. Первоначально работала на пылеугольном топливе, затем была переоборудована на газ и мазут.
Одно из первых крупных промышленных сооружений Киева в 20 веке. Памятник архитектуры. Важный источник теплоснабжения города.

## История
Электростанция была заложена 26 августа 1926 года. Главным инженером строительства стал Б. Даманский, его помощником — М. Оберучев; архитектурная часть первой очереди была выполнена М. Парусниковым.
Пуск первого турбогенератора состоялся 1 мая 1930 года, второго — в апреле 1933 года.
Первоначально в составе электростанции было два турбогенератора (11300 кВт и 10000 кВт), один из них был изготовлен немецкой компанией Броун-Бовери, второй — петербургской Электросилой. Было установлено 4 французских котла (на давление 30 атмосфер).
В 1935 году была запущена третья турбина, на 25000 кВт.
В 1941 году электростанция была эвакуирована, после освобождения Киева станция была восстановлена.
В 1949 году мощность электростанции достигла величины 81000 кВт.
В 1960—1961 годах на станции было установлено теплофикационное оборудование.

## Архитектурные особенности
Электростанция возведена на насыпной основе, укреплённой палями. Композиция — асимметричная. Пятиэтажное кирпичное строение технических служб ориентировано с востока на запад, к нему примыкают удлинённый турбинный зал и короткий административный корпус. Стилистика выдержана с стиле конструктивизма (функционализма).
Первоначальный вид ансамбля существенно изменился из-за реконструкций и достроек. Лучше всего сохранился главный фасад первой очереди (единственное изменение — замена витражей эркеров турбинного зала). В котельной от первоначального вида сохранились только детали на западном фасаде.